# دسته گوشکوبی (آتاری)

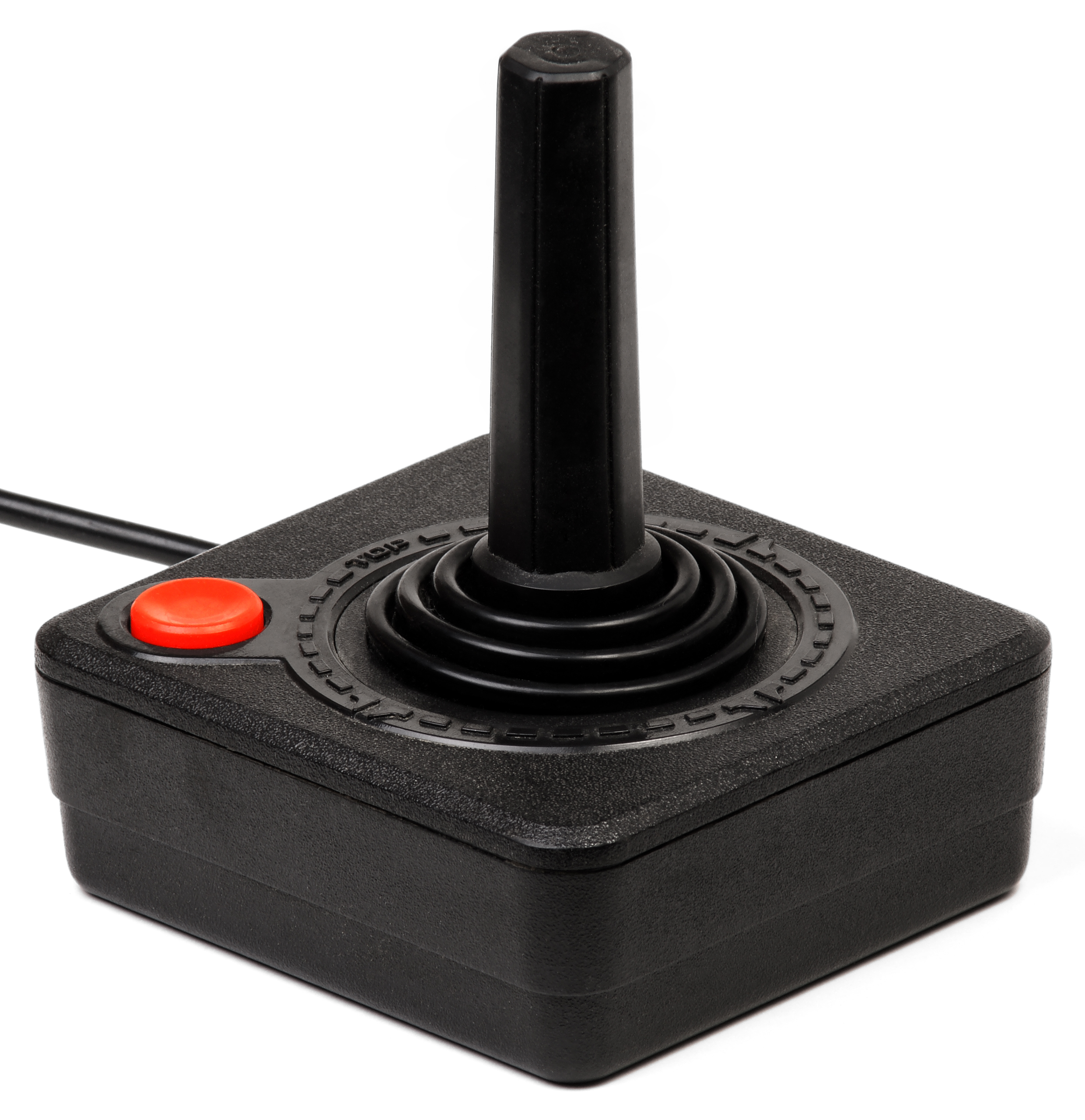
دسته گوشکوبی (جوی استیک Atari CX40) با یک دکمه و یک اهرم ۸ جهته.

دسته گوشکوبی یا جوی استیک آتاری سی‌ایکس ۴۰ (به انگلیسی: Atari CX40 joystick) اولین کنترل‌کننده بازی (اهرمک) بازی چند پلتفرمی پرکاربرد بود. CX10 اصلی با سیستم کامپیوتر ویدیویی آتاری (که بعداً به آتاری ۲۶۰۰ تغییر نام داد) در سال ۱۹۷۷ منتشر شد و به دستگاه ورودی اصلی برای اکثر بازی‌های روی پلتفرم تبدیل شد. سی ایکس ۱۰ پس از یک سال با CX40 ساده‌تر و ارزان‌تر جایگزین شد. اضافه شدن پورت جوی استیک آتاری به پلتفرم‌های دیگر محبوبیت آن را تقویت کرد. این استاندارد برای خانواده ۸ بیتی کامپیوترهای خانگی آتاری بود و با وی تی سی ۲۰، کومودور ۶۴ و ۱۲۸، ام اس ایکس، و بعدها آتاری اس تی و Amiga سازگار بود. آداپتورهای شخص ثالث امکان استفاده از آن را در سیستم‌های دیگر مانند Apple II, TI-99 و ZX Spectrum می‌دادند.